# 内惑星
| 地球型惑星 （岩石惑星、固体惑星） | 地球型惑星 （岩石惑星、固体惑星） | 水星   | 内惑星 |
| 地球型惑星 （岩石惑星、固体惑星） | 地球型惑星 （岩石惑星、固体惑星） | 金星   | 内惑星 |
| 地球型惑星 （岩石惑星、固体惑星） | 地球型惑星 （岩石惑星、固体惑星） | 地球   | -      |
| 地球型惑星 （岩石惑星、固体惑星） | 地球型惑星 （岩石惑星、固体惑星） | 火星   | 外惑星 |
| 広義の 木星型惑星 （大惑星）      | 木星型惑星 （巨大ガス惑星）       | 木星   | 外惑星 |
| 広義の 木星型惑星 （大惑星）      | 木星型惑星 （巨大ガス惑星）       | 土星   | 外惑星 |
| 広義の 木星型惑星 （大惑星）      | 天王星型惑星 （巨大氷惑星）       | 天王星 | 外惑星 |
| 広義の 木星型惑星 （大惑星）      | 天王星型惑星 （巨大氷惑星）       | 海王星 | 外惑星 |

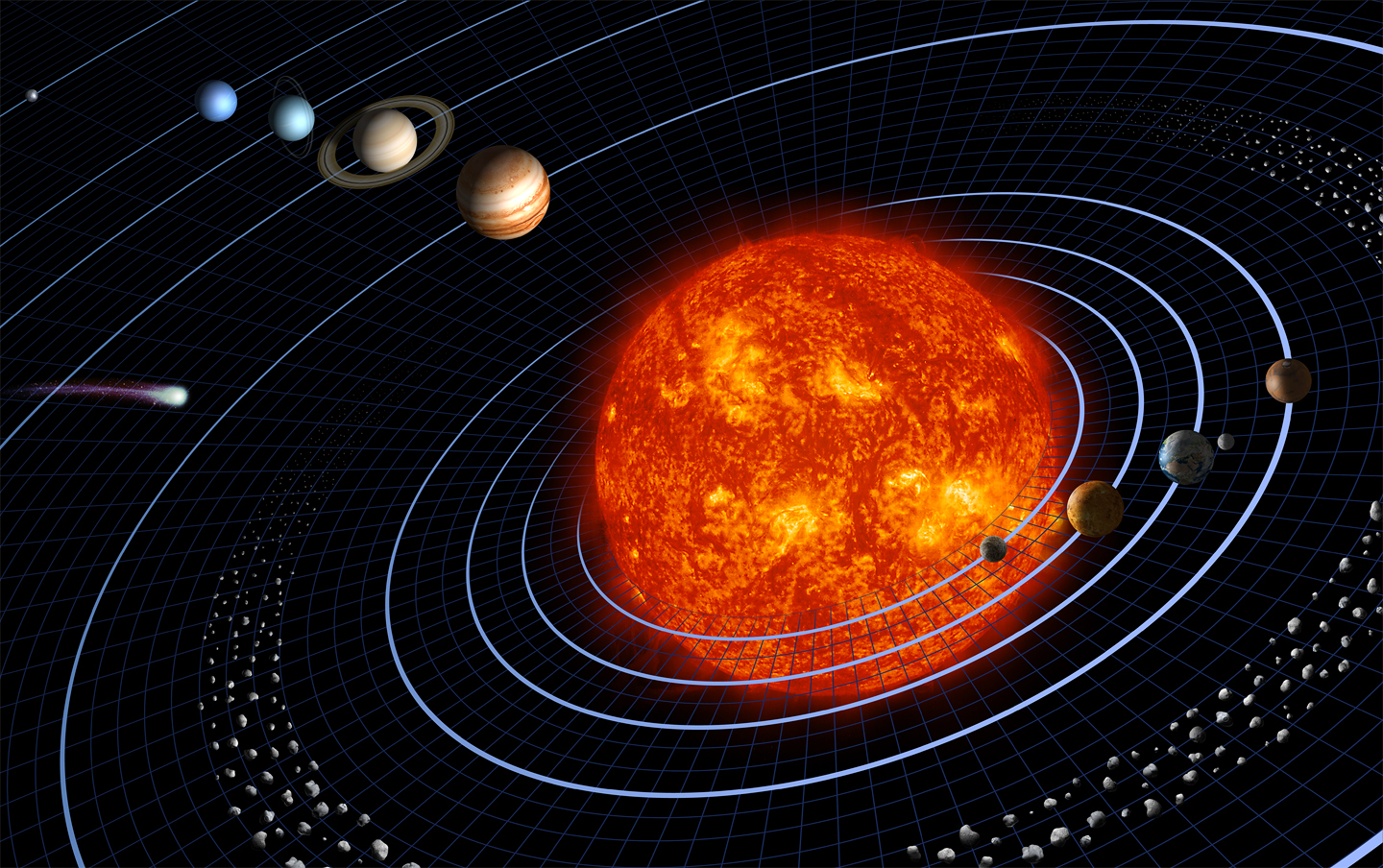
太陽系のイメージ図。地球より内側を公転しているのが内惑星。

内惑星（ないわくせい）は、太陽系の惑星のうち、地球よりも太陽に近い軌道をめぐる惑星のことである。
具体的には、水星、金星のことを指す。内惑星の対義語は外惑星である。
注意点
この項で解説している「内惑星」と「外惑星」は、英語の "inferior planet" 、 "superior planet" に相当するものだが、英語には、他に "inner planet" と "outer planet" という表現がある。これらは一見したところ似ているが別物で、 inferior, superior が地球より内側か外側かで区別したものであるのに対し、 inner, outer は、それぞれ太陽系の内側にある地球型惑星と外側にある木星型惑星および天王星型惑星を指すものである。日本語では、後者と同じ意味でも「内惑星」「外惑星」という表現が使われることもある。すなわち、日本語の「内惑星」「外惑星」という表現には、2つの違った意味があるので、注意が必要である。
具体的には前者の区分では火星は外惑星だが、後者の区分では火星は内惑星になる。
また、前者の区分では地球は内惑星でも外惑星でもないが、後者では内惑星に分類されることになる。

## 軌道
地球から見て、常に太陽の近くにある。そのため日の出前または日の入り後の一定の時間しか地球からは見えない。
太陽との位置関係によって、月と同様の満ち欠けが観測できる。内合は新月、外合は満月に相当するが、いずれもほぼ太陽に重なってしまうため見ることができない。
内合の前後には逆行する。また内合の時は、希に太陽面通過が起きる。

## 組成
水星および金星のいずれも岩石の地殻をもつ地球型惑星である。